# 道の駅おびら鰊番屋

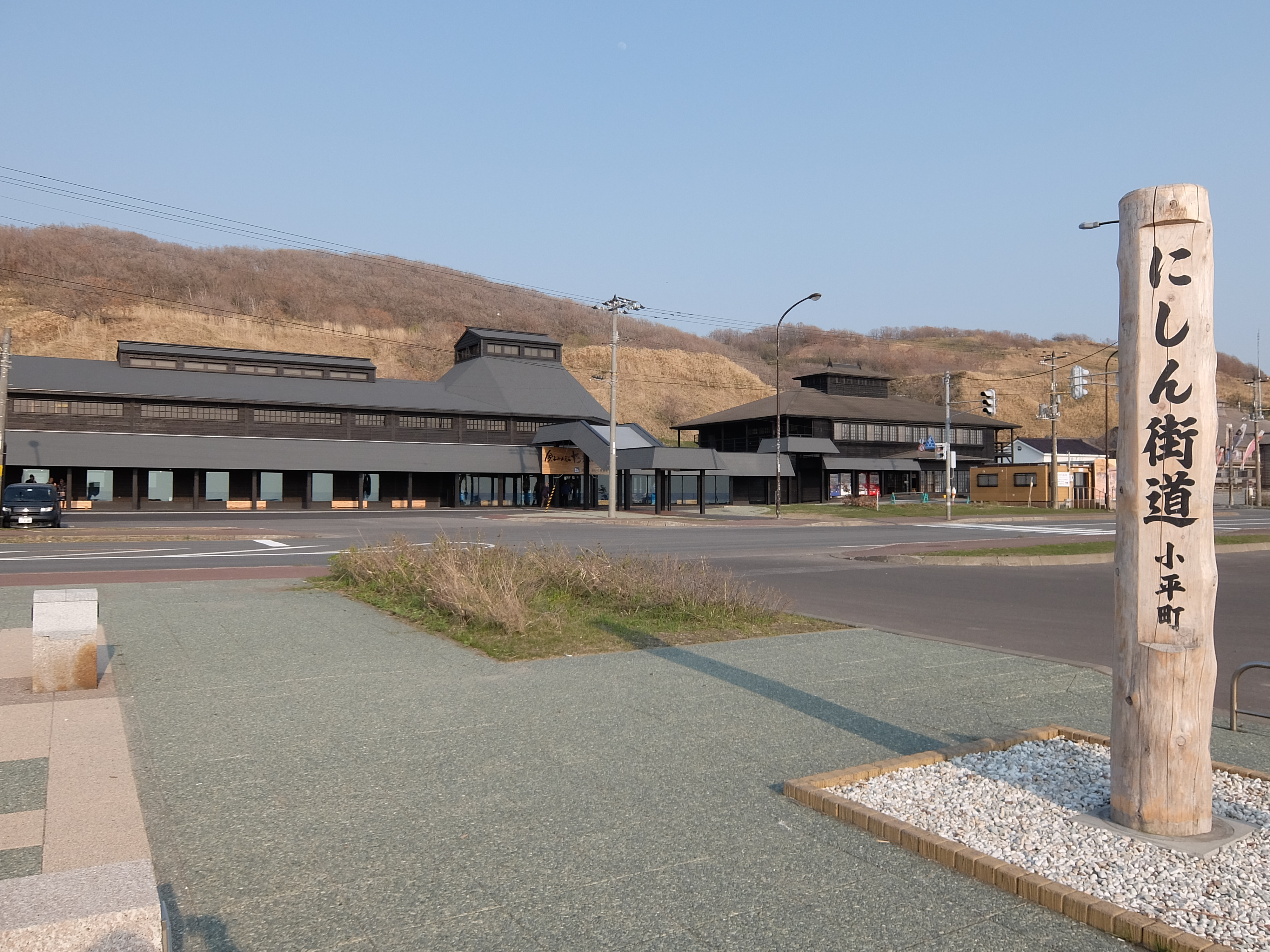
道の駅 おびら鰊番屋（2015年4月）

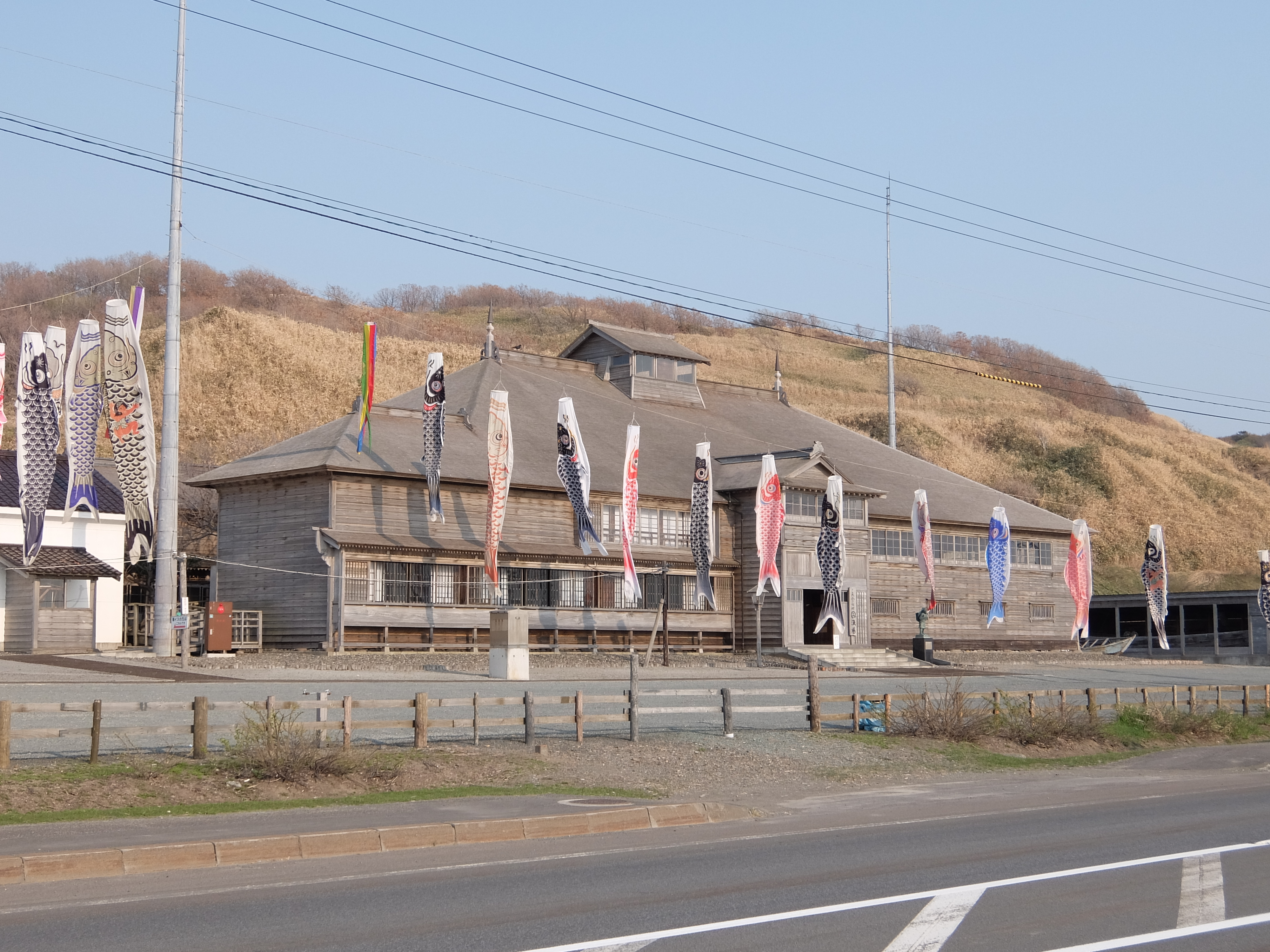
旧花田家番屋（2015年4月）

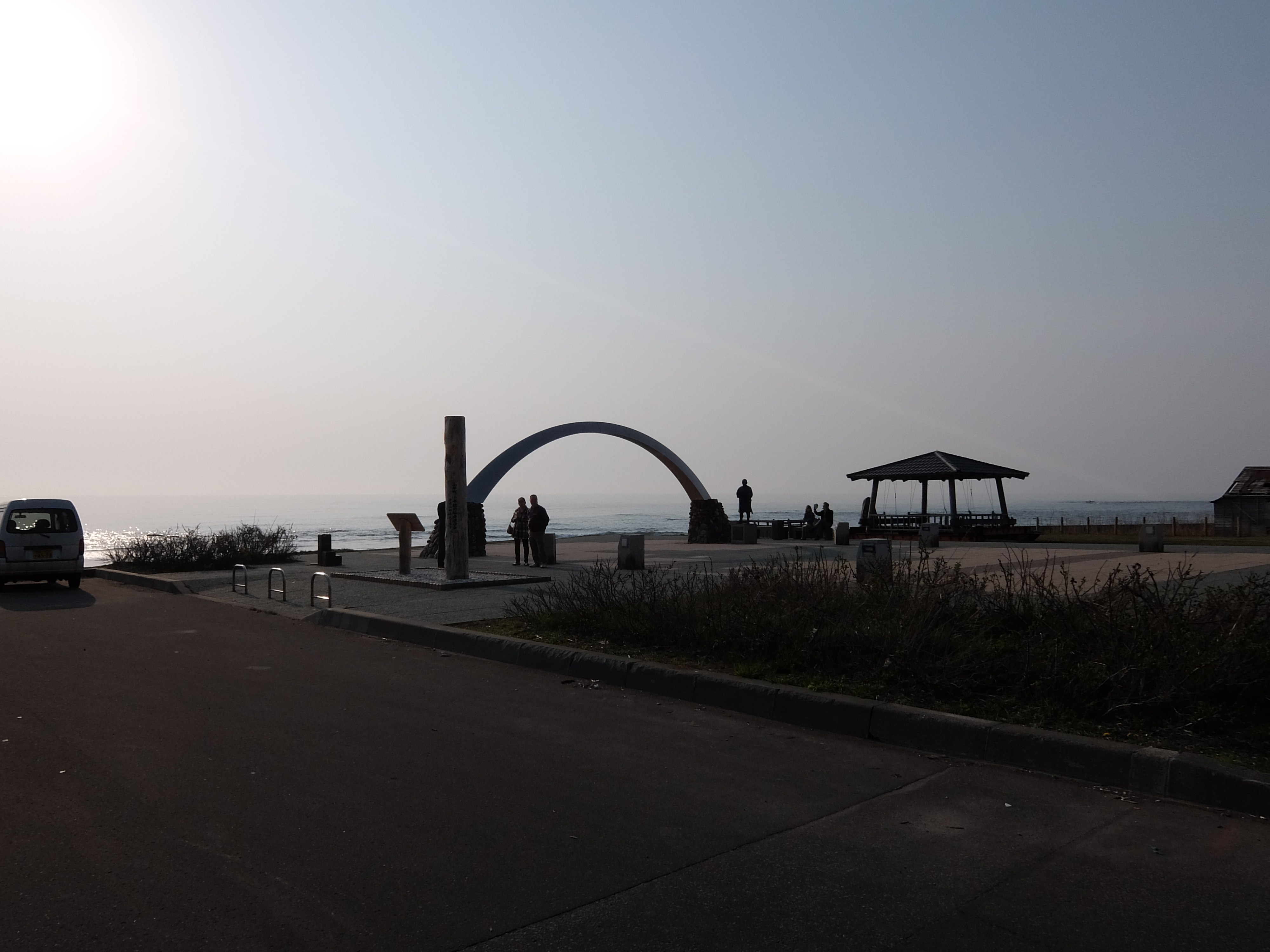
国道232・239号を挟んで向い側は海となっている（2015年4月）

道の駅おびら鰊番屋（みちのえき おびらにしんばんや）は、北海道留萌郡小平町にある国道232号・国道239号の道の駅である。
敷地内に国指定の重要文化財「旧花田家番屋」（鰊番屋）があり、道の駅の施設自体もそれに合わせて古い木造の建築物風に建てられている。

## 主な施設
- 駐車場
  - 普通車：67 台
  - 大型車：12 台
  - 身障者用：2 台
- トイレ（いずれも24 時間使用可能）
  - 男：大 2 器、小 4 器
  - 女：3 器
  - 身障者用：1 器
- 公衆電話：1 台
- 小平町観光物産館
  - 食堂
  - 特産物販売コーナー
- 重要文化財「旧花田家番屋」
- 松浦武四郎扇公園

## 旧花田家番屋
1905年頃に建築された鰊御殿で、地元の網元であった花田家によって建てられた二階建ての家屋である。花田家の一族と漁師たちのほか、船大工、鍛冶職人、屋根職人などが居住しており、200 人ほどが住むことができた。現在、北海道内に残っている番屋としては最も規模が大きいものである。1971年に重要文化財に指定され、現在は一般公開されている。花田家は断絶しており、史料整理もすすんでいないため、本家屋の歴史については判明していないことも多い。

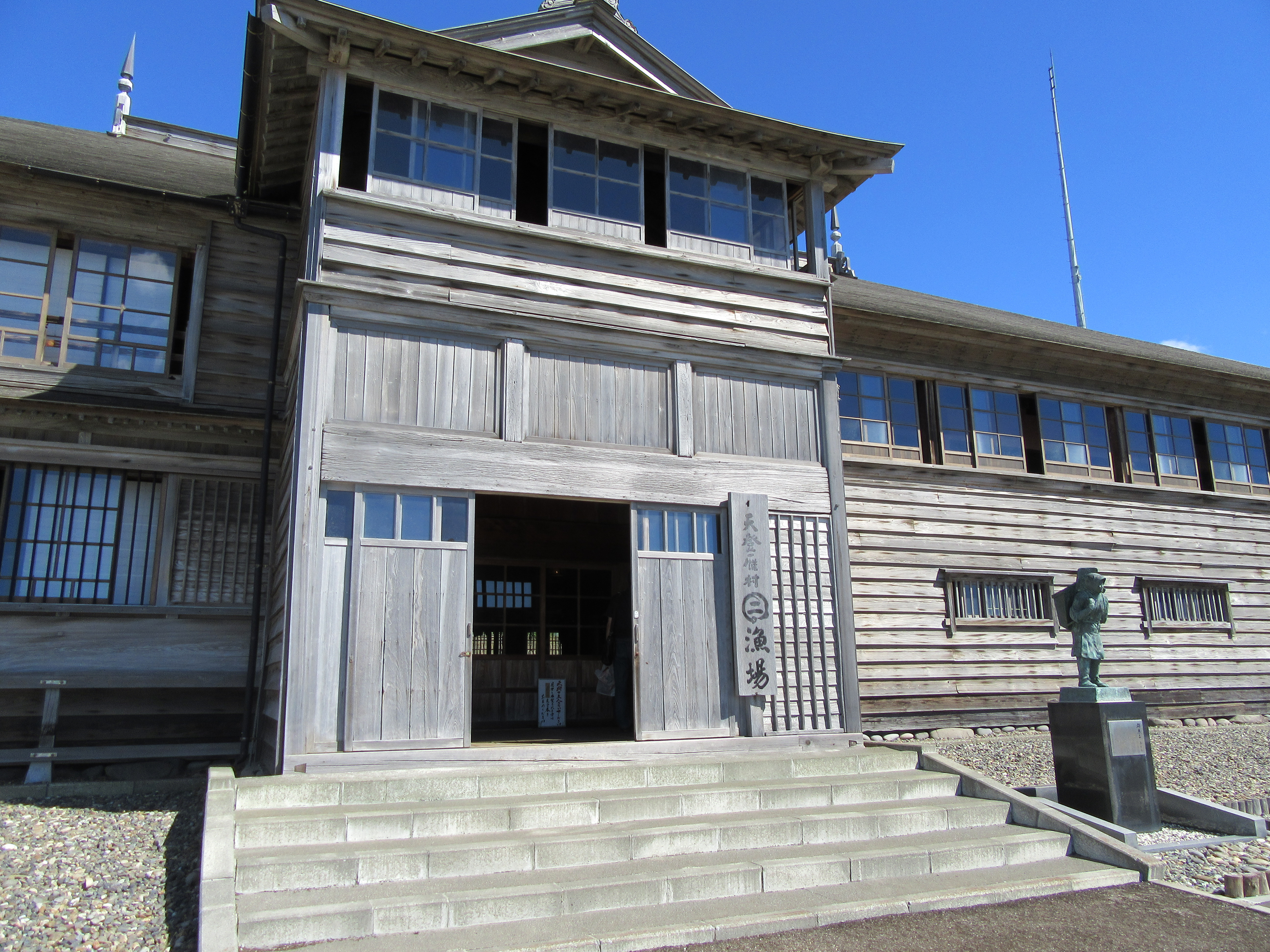
旧花田家番屋の玄関
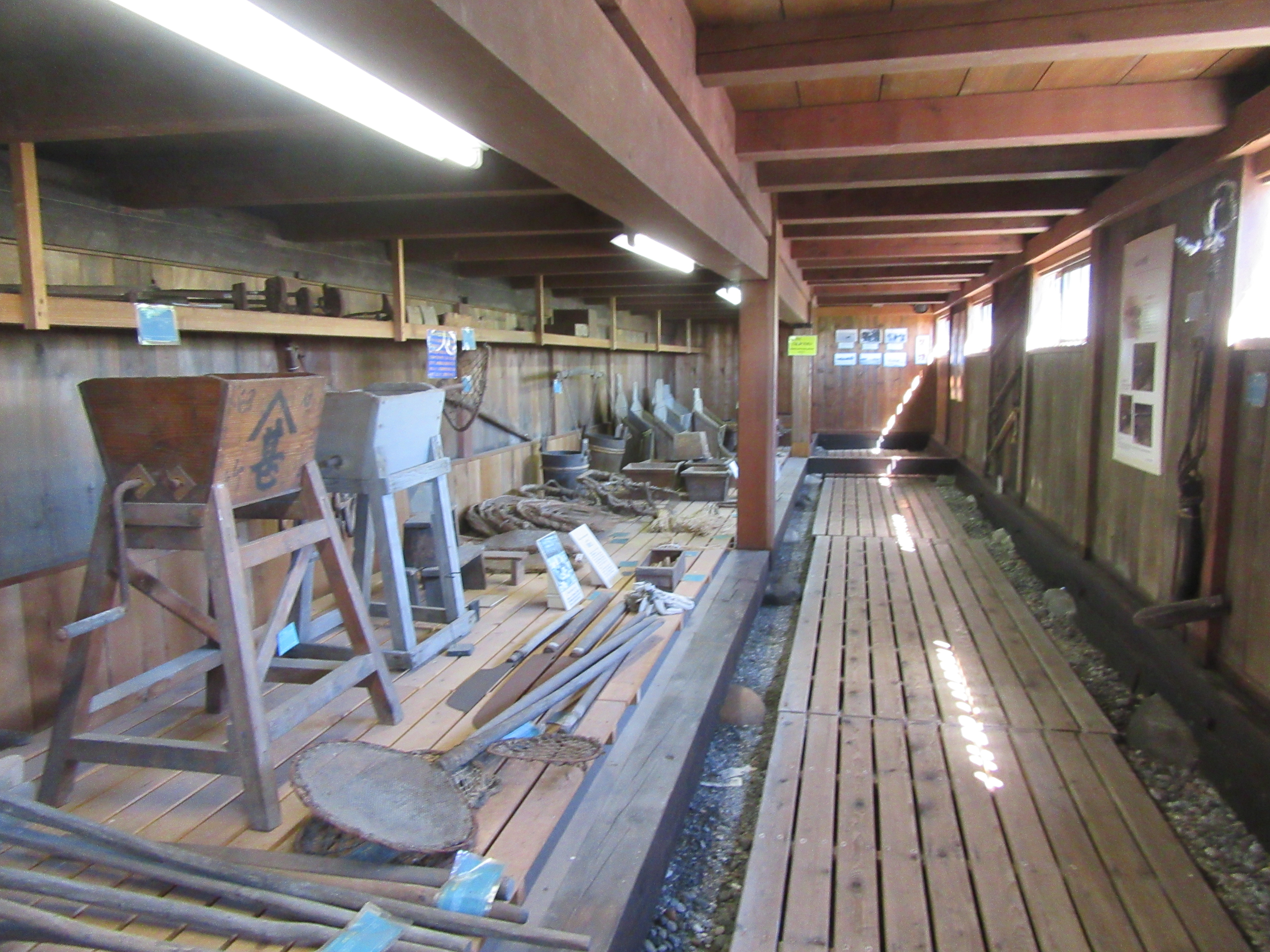
旧花田家番屋内の展示
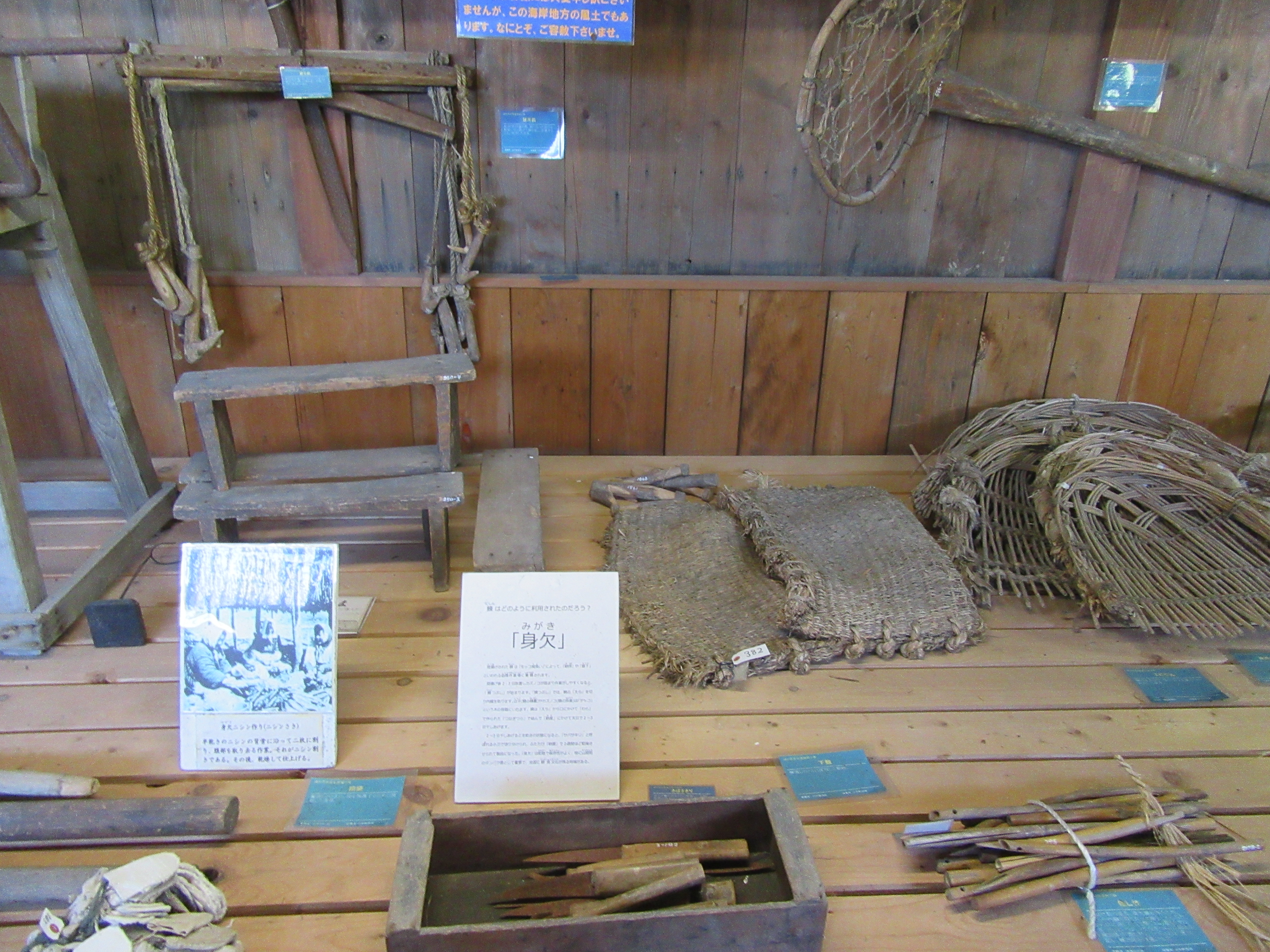
旧花田家番屋内の展示
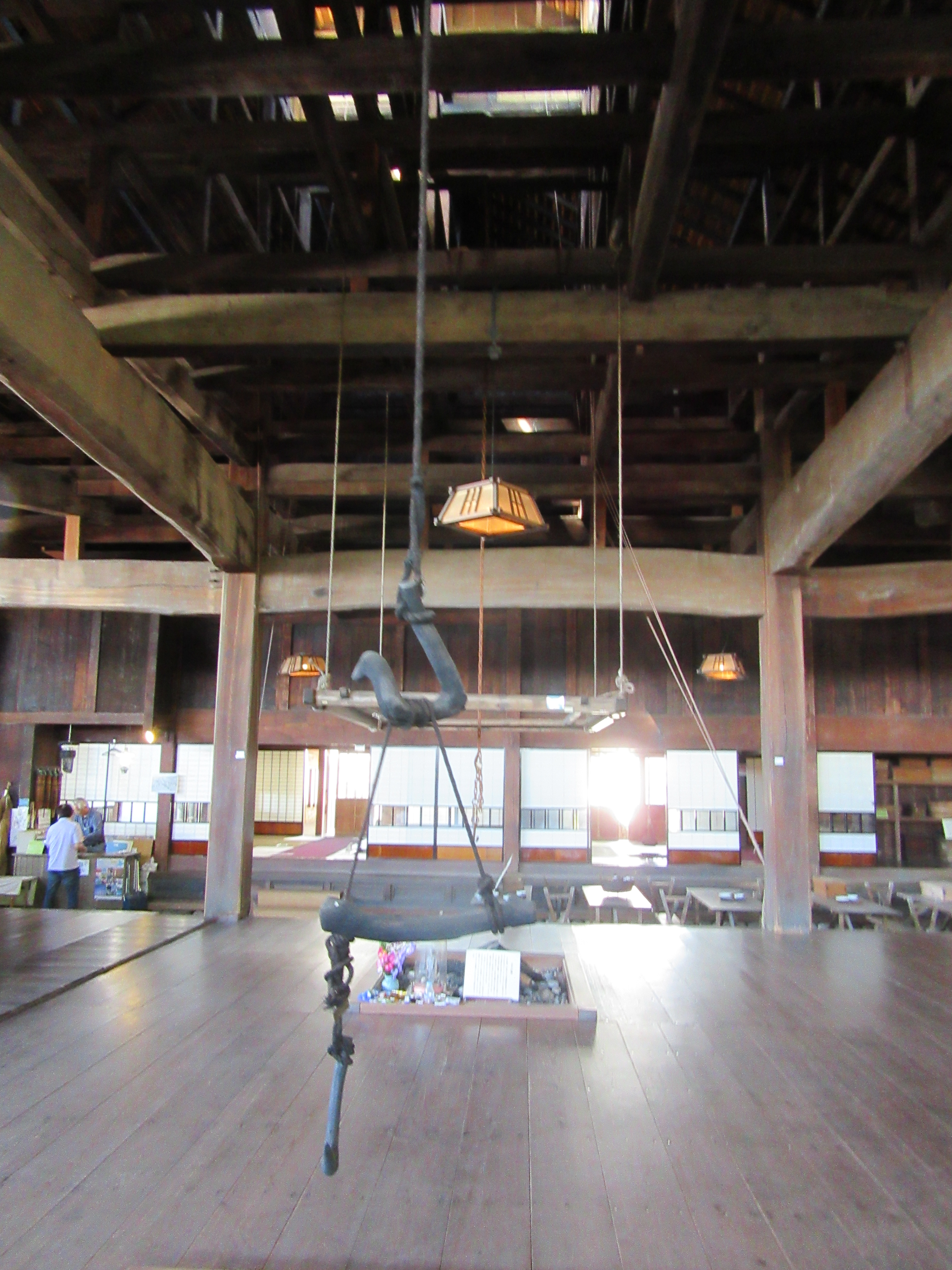
旧花田家番屋内の展示
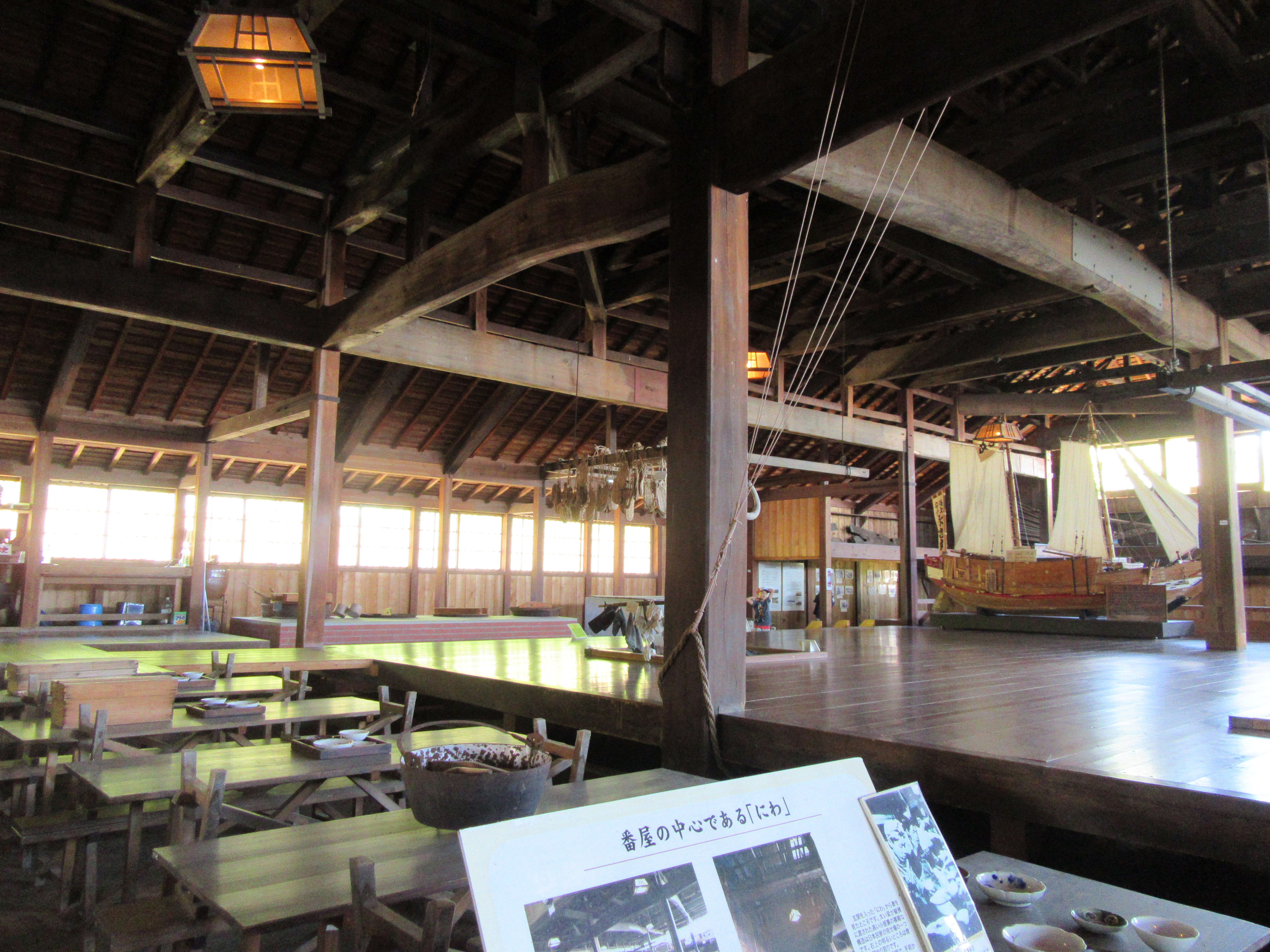
旧花田家番屋内の展示

## 休館日
- 毎週月曜日（6月中旬 - 8月中旬を除く）

## アクセス
- 国道232号・国道239号
- 沿岸バス「花田番屋前」停留所下車

## 周辺
- 鬼鹿海水浴場